# Kimimaro Kaguya
 (avril 2010).
Si vous disposez d'ouvrages ou d'articles de référence ou si vous connaissez des sites web de qualité traitant du thème abordé ici, merci de compléter l'article en donnant les références utiles à sa vérifiabilité et en les liant à la section « Notes et références ».
Kimimaro Kaguya (かぐや君麻呂, Kaguya Kimimaro) est un personnage du manga Naruto.
Kimimaro est l'ancien leader des 5 ninjas d'Oto, qui sont devenus, depuis sa maladie les 4 ninjas du Son. Kimimaro est quasiment déjà mort quand il apparaît dans le combat contre Rock Lee ou il perdra ,vaincu par Gaara dans l'histoire, et ce n'est que par la force de l'esprit qu'il peut se déplacer. C'est de loin le plus fort du quintet d'Oto (qu'il dirigeait avant sa maladie). Il a été marqué du sceau maudit de la terre d'Orochimaru, qui lui procure une force exceptionnelle dans les combats difficiles. Il consacre également sa vie à Orochimaru.
Il semblerait qu'il soit le seul survivant de son clan, qu'Orochimaru considère comme une bande de mercenaires assoiffés de sang. En raison de l'étrange faculté osseuse qui l'affecte, Kimimaro a une grave maladie qui le condamne à mourir très jeune

## Profil

### Histoire

#### Origine
L'anime développe le passé de Kimimaro ; lorsqu'il est enseveli sous le sable de Gaara, il se remémore le temps où il était enfermé dans une cellule (ils décidèrent de l’enfermer car il était trop puissant pour son clan et ils avaient peur de lui), se demandant si Dieu existait, pourquoi le laissait-il enfermé. Soudain, le chef du clan Kaguya le libère et lui annonce qu'il va devoir se battre.
Ainsi, il participe à l'offensive sur Kiri et rencontre Haku et Zabuza. Haku remarquera que Kimimaro avait le même regard que lui avant qu'il ne rencontre Zabuza. Peu après, Kimimaro se jette sur Orochimaru mais ce dernier le repousse très facilement. Il lui dit qu'il n'est pas du village de Kiri et lui montre son but. Kimimaro est très puissant pour son âge et tient tête aux jônins de Kiri. Il fait d'ailleurs partie des survivants du clan, encerclés par les ninjas de Kiri. Du haut de la falaise, Orochimaru commente la scène, en disant que les Kaguya ne sont que des imbéciles se jetant dans la gueule du loup, n'utilisant que la force brute face aux ninjas de Kiri bien organisés.
Après la bataille, Kimimaro, dans un arbre, découvre qu'il est le seul survivant du clan et qu'il est à nouveau seul au monde. Il découvre une fleur et s'énerve car il pense qu'elle l'ignore. Orochimaru l'arrête en lui disant que rester en vie lui permettra de découvrir des choses très intéressantes, et lui demande de venir avec lui.
Kimimaro est ainsi recueilli par Orochimaru, à qui il voue un véritable culte, et qui le forme. Puissant et solide, il devient rapidement son meilleur homme, recevant le Sceau Maudit de la Terre.
Orochimaru lui offre ensuite son cadeau, Kidômaru, Tayuya, Sakon et Jirôbô. Kimimaro leur demande s'ils préfèrent périr ou obéir, ils répondent que c'est lui qui va leur obéir et se jettent sur lui. Peu après, les Quatre sont tous blessés et acceptent d'obéir à Kimimaro. 
Quand Orochimaru met au point sa technique d'immortalité via le transfert de son esprit dans des corps réceptacles, il songe à utiliser Kimimaro à cette fin, avec son accord.
Kimimaro participe aussi à l'assassinat du Kazekage et à celui de l'équipe de Shiore à l'examen chûnin. Peu après la mort du Kazekage, sa maladie se révèle. Ce mal empêche Orochimaru de mettre son plan à exécution, et c'est l'une des raisons qui le pousse à se rabattre sur Sasuke Uchiwa.

#### Mission de récupération de Sasuke
Kimimaro par adoration pour Orochimaru décide de veiller personnellement à ce que Sasuke arrive bien à destination. S'il mène à bien sa mission, il doit néanmoins affronter Naruto Uzumaki en duel, qu'il domine largement. Lorsque Sasuke est en état de rejoindre Orochimaru seul, Naruto quitte le combat pour rattraper son ami, et laisse sa place à Rock Lee, qui agace un peu son adversaire avec ses mouvements trop raides et brusques. Lee parvient à prendre le dessus un bref moment en buvant une bouteille de sake à la place de son médicament et devenant ivre. Toutefois, lorsque les effets de l'alcool s'estompent, Kimimaro défait Lee. C'est là qu'intervient Gaara, qui sauve son vieux rival et poursuit le combat. Les techniques défensives très efficaces de Gaara parviennent à prendre le dessus sur les techniques de Kimimaro, mais Gaara ne parvient pas à achever son ennemi qui active alors son sceau niveau 2. Gaara finit par ensevelir Kimimaro sous terre mais le Kaguya fait sortir des milliers de pointes, ce qui oblige Gaara à aller avec Lee dans les airs avec son sable. Soudain, Kimimaro sort d'une pointe, défendant plus que jamais son but, mais finit par s'écrouler, vaincu par la maladie, au moment où il semblait pouvoir tuer Gaara et Lee.

#### 4egrandeguerre Ninja
Kimimaro est invoqué par la technique de « Réincarnation des âmes » de Kabuto lors de la quatrième grande guerre ninja. En voyant un clone de Naruto, il se rend compte que le temps a vraiment passé vu que Naruto a grandi. Il affronte principalement les samuraïs du Pays du Fer, qui sont impuissants face à ses projections d’os traversant même leurs lames renforcées au raiton, et ils sont nombreux à tomber sous ses coups, jusqu’à ce que la « Réincarnation des âmes » soit annulée par Itachi.

### Personnalité
Souffrant d'une maladie mortelle, Kimimaro est extrêmement fidèle à Orochimaru, car même s'il ne peut plus être le conteneur de l’âme de ce dernier, il décide d'aller se battre alors qu'il est au seuil de la mort. On peut trouver dans son dévouement pour Orochimaru des similarités avec celui de Haku pour Zabuza. Quand il combat contre Gaara, il lui dit qu'il ne mourra pas complètement et qu'il vivra pour toujours dans le cœur d'Orochimaru, mais quand Kabuto annonce sa mort, celui-ci ricane (furieux dans l'anime) et avoue qu'il s'en fiche et que seul Sasuke lui importe (ce qui montre à quel point Orochimaru ne pense qu'à lui).  Gaara dit à Lee que Kimimaro ressemble à Naruto et à Lee lui-même, tous se battant pour des personnes qui leur sont chères.
Kimimaro raisonne toujours en termes de missions, la sienne étant de protéger Orochimaru ; pour lui, sauver Sasuke est la mission de Naruto, faire gagner du temps à Naruto celle de Lee, et protéger Lee celle de Gaara. D'ailleurs, il dit à sa coéquipière Tayuya : « La seule raison pour laquelle je ne te tue pas, c'est parce que tu as une mission à accomplir ».
Kimimaro est également quelqu'un de droit et ne fait preuve d'aucune cruauté, puisqu'il décide de laisser la vie sauve à Lee, lorsque celui-ci se retrouve à terre. Kimimaro s'apprêtait à partir, avant que Lee ne le provoque à nouveau… Par contre, lorsque Gaara lui dit qu’Orochimaru lui a lavé le cerveau, il entre aussitôt dans une colère meurtrière, et utilise sa plus puissante attaque, dans le but de le tuer.

### Capacités
Kimimaro fait partie du clan Kaguya, et possède donc une technique héréditaire redoutable qui lui permet d’utiliser les os de son corps pour combattre, en contrôlant le calcium qui le constitue.

## Apparition dans les autres médias
Kimimaro apparaît dans un flashback de l'anime Naruto Shippuden. Il y rencontre Jûgo, un autre sujet d'Orochimaru à l’origine du sceau maudit. Ce dernier ayant bon fond, mais souffrant de pulsions meurtrières incontrôlées, Kimimaro devient son ami et reçoit le sceau maudit dans l’espoir que ces expériences puissent lui venir en aide.

## Techniques

Le sceau maudit de Kimimaro

Les techniques des membres du clan Kaguya sont très particulières et complètement adaptées à leur don héréditaire. Elles se veulent à la fois puissantes et artistiques, d'où le nom de danses utilisées pour le style du taijutsu. 
- La Danse du Saule (柳の舞, Yanagi no mai?): 
Kimimaro déploie des pointes osseuses par ses paumes, ses coudes, ses épaules et ses genoux. Kimimaro enchaine alors des coups d'une puissance et d'une vitesse spectaculaire.
- La Danse du Camélia (椿の舞, Tsubaki no mai?)
Kimimaro à l'aide d'un os ôté au niveau de l'épaule, utilise sous forme d'une lame, se lance dans une frénésie de coups.
- La Danse du Mélèze (唐松の舞, Karamatsu no mai?)
Si l'opposant attaque Kimimaro au corps à corps, celui-ci utilise cette technique pour faire sortir de nombreux os saillants partout sur son corps pour se protéger ou l'immobilser, ce qui blesse la personne, ainsi il tourne autour de lui en empalant l'adversaire de nombreuses fois.
- La Danse de la Clématite à grandes fleurs (鉄線化の舞・蔓, Tessenka no mai - Tsuru?)
Kimimaro utilise sa colonne vertébrale comme un fouet en la sortant de son dos.
- Éclosion (鉄線化の舞・花, Tessenka no mai - Hana?)
Kimimaro rassemble des os sur un de ses bras pour en faire un monstrueux bélier d'os quasiment-indestructible (il parvient avec à traverser la défense absolue de Gaara avec).
- La Danse des jeunes fougères arborescentes (早蕨の舞, Sawarabi no mai?)
Kimimaro fait pousser des pointes géantes sur le sol. Les pointes viennent à la surface du sol et sont très tranchantes.
- Les 10 phalanges perforantes (十指穿弾, Teshi sendan?)
Kimimaro fait sortir du bout des doigts des aiguilles soutenues en forme de balles et les envoie à grande vitesse sur l'ennemi. Cette technique semble être puissante car ces fragments d'os parviennent à franchir le bouclier de sable de Gaara, qu'on sait plus résistant qu'une plaque d'acier de cinq millimètres d'épaisseur[1] (même s'ils ont alors perdu toute énergie cinétique).